# Études sociales
 (mai 2023).
La mise en forme du texte ne suit pas les recommandations de Wikipédia : il faut le « wikifier ».
Les points d'amélioration suivants sont les cas les plus fréquents. Le détail des points à revoir est peut-être précisé sur la page de discussion.
- Les titres sont pré-formatés par le logiciel. Ils ne sont ni en capitales, ni en gras.
- Le texte ne doit pas être écrit en capitales (les noms de famille non plus), ni en gras, ni en italique, ni en « petit »…
- Le gras n'est utilisé que pour surligner le titre de l'article dans l'introduction, une seule fois.
- L'italique est rarement utilisé : mots en langue étrangère, titres d'œuvres, noms de bateaux, etc.
- Les citations ne sont pas en italique mais en corps de texte normal. Elles sont entourées par des guillemets français : « et ».
- Les listes à puces sont à éviter, des paragraphes rédigés étant largement préférés. Les tableaux sont à réserver à la présentation de données structurées (résultats, etc.).
- Les appels de note de bas de page (petits chiffres en exposant, introduits par l'outil «  Source ») sont à placer entre la fin de phrase et le point final[comme ça].
- Les liens internes (vers d'autres articles de Wikipédia) sont à choisir avec parcimonie. Créez des liens vers des articles approfondissant le sujet. Les termes génériques sans rapport avec le sujet sont à éviter, ainsi que les répétitions de liens vers un même terme.
- Les liens externes sont à placer uniquement dans une section « Liens externes », à la fin de l'article. Ces liens sont à choisir avec parcimonie suivant les règles définies. Si un lien sert de source à l'article, son insertion dans le texte est à faire par les notes de bas de page.
- La présentation des références doit suivre les conventions bibliographiques. Il est recommandé d'utiliser les modèles {{Ouvrage}}, {{Chapitre}}, {{Article}}, {{Lien web}} et/ou {{Bibliographie}}. Le mode d'édition visuel peut mettre en forme automatiquement les références.
- Insérer une infobox (cadre d'informations à droite) n'est pas obligatoire pour parachever la mise en page.

Pour une aide détaillée, merci de consulter Aide:Wikification.
Si vous pensez que ces points ont été résolus, vous pouvez retirer ce bandeau et améliorer la mise en forme d'un autre article.
 (Janvier 2023).
Dans les programmes scolaires de nombreux pays, les études sociales sont l'étude intégrée de plusieurs domaines des sciences sociales et humaines, notamment l'histoire, la culture, la géographie et les sciences politiques. Le terme a été inventé par des éducateurs américains au début du vingtième siècle pour désigner ces matières, ainsi que d'autres qui n'entraient pas dans les modèles traditionnels de l'enseignement inférieur aux États-Unis, comme la philosophie et la psychologie. L'un des objectifs des études sociales, en particulier au niveau de l'enseignement supérieur, est d'intégrer plusieurs disciplines, avec leurs méthodologies uniques et leurs centres d'intérêt particuliers, dans un champ cohérent de matières qui communiquent entre elles en partageant différents "outils" et perspectives académiques en vue d'une analyse plus approfondie des problèmes et des questions sociales. Les études sociales visent à former les élèves à une participation informée et responsable dans une société démocratique diversifiée. Le contenu des études sociales fournit les connaissances de base nécessaires pour développer des valeurs et des opinions raisonnées, et l'objectif de ce domaine est la compétence civique.
La société humaine et son environnement, Human Society and Its Environment, (HSIE), est un terme similaire utilisé dans le système éducatif de l'État australien de la Nouvelle-Galles du Sud.

## L'histoire des études sociales
Le domaine des études sociales a vu le jour au XIXe siècle et s'est développé au XXe siècle. Ces fondements et ces éléments constitutifs ont été mis en place dans les années 1820 en Grande-Bretagne avant d'être intégrés aux États-Unis. L'objectif de cette discipline était de promouvoir le bien-être social et son développement dans des pays comme les États-Unis et d'autres.
La philosophie de l'enseignement primaire et secondaire de John Dewey est à l'origine du concept d'études sociales. Dewey appréciait le domaine de la géographie parce qu'il unissait l'étude des occupations humaines à l'étude de la terre. Il considérait la recherche comme un processus d'apprentissage, par opposition à l'absorption et à la récitation de faits, et il préconisait une plus grande recherche dans l'enseignement primaire et secondaire, afin de refléter le type d'apprentissage qui a lieu dans l'enseignement supérieur. Ses idées se manifestent dans une large mesure dans la pratique de l'apprentissage fondé sur la recherche et des enquêtes dirigées par les élèves, mises en œuvre dans les classes d'études sociales contemporaines. Dewey appréciait l'étude de l'histoire pour ses processus sociaux et son application aux problèmes sociaux contemporains, plutôt que comme un simple récit d'événements humains. Dans cette optique, l'étude de l'histoire devient pertinente pour l'étudiant moderne et vise l'amélioration de la société.
Aux États-Unis, dans les années 1900, les études sociales étaient axées sur l'étude de la géographie, du gouvernement et de l'histoire. En 1912, le Bureau of Education, (à ne pas confondre avec l'agence qui lui a succédé, le département de l'Éducation des États-Unis) a été chargé par le secrétaire à l'Intérieur de l'époque, Franklin Knight Lane, de restructurer complètement le système éducatif américain pour le vingtième siècle. En réponse, le Bureau de l'éducation, en collaboration avec la National Education Association, a créé la Commission sur la réorganisation de l'enseignement secondaire, Commission on the Reorganization of Secondary Education. Cette commission est composée de 16 comités (un 17e est créé deux ans plus tard, en 1916), chacun étant chargé de réformer un aspect spécifique du système éducatif américain. Parmi ces comités, notons le Comité des études sociales, qui a été créé pour consolider et normaliser diverses matières qui ne s'inscrivaient pas dans les programmes scolaires normaux en une nouvelle matière, appelée «les études sociales».
En 1920, le travail effectué par le Comité des études sociales a abouti à la publication et à la diffusion du Bulletin n ° 28 (également appelé " Rapport du Comité des études sociales, 1916 "). Ce bulletin de 66 pages, publié et distribué par le Bureau of Education, est considéré comme le premier ouvrage écrit entièrement consacré à ce sujet. Il a été conçu pour présenter le concept aux éducateurs américains et servir de guide pour la création de programmes nationaux basés sur les études sociales. Le bulletin proposait de nombreuses idées qui étaient considérées comme radicales à l'époque, et il est considéré par de nombreux éducateurs comme l'une des ressources éducatives les plus controversées du début du vingtième siècle,.
Dans les années qui ont suivi sa publication, le bulletin a fait l'objet de critiques de la part des éducateurs en raison de son imprécision, notamment en ce qui concerne la définition même des études sociales. Les critiques se réfèrent souvent à la section 1 du rapport, qui définit vaguement les études sociales comme " celles dont le sujet se rapporte directement à l'organisation et au développement de la société humaine, et à l'homme en tant que membre de groupes sociaux ".
Les changements apportés à ce domaine d'étude ne se sont pleinement concrétisés que dans les années 1950, lorsque des changements sont intervenus au niveau des États et au niveau national pour dicter le programme d'études et les normes de préparation de l'enseignant. Ces changements ont entraîné une diminution de la quantité de connaissances factuelles transmises, au profit d'une concentration sur les concepts clés, les généralisations et les compétences intellectuelles. Finalement, dans les années 1980 et 1990, le développement des technologies informatiques a contribué à la croissance de l'industrie de l'édition. Les manuels scolaires ont été créés en fonction du programme de chaque État, ce qui, associé à l'augmentation des facteurs politiques liés à la mondialisation et à la croissance économique, a entraîné des changements dans les systèmes éducatifs publics et privés. L'afflux de normes nationales en matière de programmes d'études, l'augmentation des tests et la responsabilisation des enseignants et des districts scolaires ont transformé le système d'études sociales en ce qu'il est aujourd'hui,.

## Les domaines d'activité
Les études sociales ne sont pas une matière, mais plutôt un domaine d'étude qui englobe de nombreux sujets différents. Elles comprennent principalement l'histoire, la géographie, l'économie, l'éducation civique et la sociologie. À travers tout cela, les éléments d'éthique, de psychologie, de philosophie, d'anthropologie, d'art et de littérature sont incorporés dans le domaine lui-même. Le domaine d'étude lui-même se concentre sur les êtres humains et leurs relations respectives. De ce fait, bon nombre de ces matières comportent une certaine forme d'utilité sociale qui est bénéfique au domaine lui-même. L'ensemble du domaine est rarement enseigné; en général, quelques matières combinées sont enseignées. La reconnaissance de ce domaine a sans doute réduit l'importance de l'histoire, à l'exception de l'histoire des États-Unis. À l'origine, seules l'histoire et l'éducation civique constituaient des éléments importants du programme d'enseignement secondaire; par la suite, l'économie est également devenue un élément important du programme d'enseignement secondaire. Alors que l'histoire et l'éducation civique étaient déjà établies, l'importance de l'économie dans le programme de l'enseignement secondaire est plus récente. L'histoire et l'éducation civique sont similaires à bien des égards, bien qu'elles diffèrent au niveau des activités en classe. La question de la fusion des deux matières a suscité des divergences entre les spécialistes, même s'il a été convenu qu'il était extrêmement important de présenter aux élèves une image complète du monde.

## Enseigner les études sociales
Pour enseigner les études sociales aux États-Unis, il faut obtenir une autorisation d'enseigner valable dans l'État concerné et une autorisation d'enseigner une matière spécifique valable en études sociales. Le processus de certification en études sociales se concentre sur les domaines fondamentaux : l'histoire, la géographie, l'économie, l'éducation civique et les sciences politiques. Chaque État a des exigences spécifiques pour le processus de certification et l'enseignant doit suivre les directives spécifiques de l'État dans lequel il souhaite enseigner.

## Les dix thèmes d'études sociales
Selon le National Council for the Social Studies, dix thèmes représentent les normes relatives à l'expérience humaine qui sont constituées dans l'efficacité des études sociales en tant que matière d'étude de la maternelle à la terminale.

### La culture
L'étude de la culture et de la diversité permet aux apprenants de faire l'expérience de la culture à toutes les stades, de l'apprentissage à l'adaptation, en façonnant leurs vies respectives et la société elle-même. Ce thème d'études sociales inclut les principes du multiculturalisme, un domaine d'études à part entière qui vise à parvenir à une meilleure compréhension entre des groupes d'étudiants culturellement divers et à inclure les expériences d'apprenants culturellement diversifiés dans le programme d'études.

### Le temps, la continuité et le changement
Les apprenants examinent le passé et l'histoire des événements qui ont conduit au développement du monde actuel. En fin de compte, les apprenants examineront les croyances et les valeurs du passé pour les appliquer au présent. Les apprenants développent leurs compétences de recherche dans l'étude de l'histoire.

### Les personnes, les lieux et l'environnement
Les apprenants comprendront qui ils sont ainsi que l'environnement et les lieux qui les entourent. Il donne à l'apprenant des vues spatiales et des perspectives du monde. Ce thème est largement contenu dans le domaine de la géographie, qui comprend l'étude des liens de l'humanité avec les ressources, l'enseignement de la lecture de cartes et des techniques et perspectives d'analyse des informations sur les populations humaines et les systèmes de la Terre.

### Le développement individuel et l'identité
Les apprenants comprendront leur identité personnelle, leur développement et leurs actions. Grâce à cela, ils seront en mesure de comprendre les influences qui les entourent.

### Les individus, les groupes et les institutions
Les apprenants comprendront comment les groupes et les institutions influencent la vie quotidienne des gens. Ils seront capables de comprendre comment les groupes et les institutions se forment, se maintiennent et changent.

### Le pouvoir, l'autorité et la gouvernance
Les apprenants comprendront les formes de pouvoir, d'autorité et de gouvernance, de l'époque historique à l'époque contemporaine. Ils se familiariseront avec les objectifs du pouvoir et les limites qu'il impose à la société.

### La production, la distribution et la consommation
Les apprenants comprendront l'organisation des biens et services, préparant ainsi l'apprenant à l'étude de questions économiques plus importantes. L'étude des questions économiques, et donc de la littératie[Quoi ?] financière, à pour but d'accroître les connaissances et les compétences des élèves lorsqu'il s'agit de participer à l'économie en tant que travailleurs, producteurs et consommateurs.

### La science, la technologie et la société
Les apprenants comprendront la relation entre la science, la technologie et la société, ainsi que les progrès réalisés au fil des ans et leur impact.

### Les connexions mondiales
Les apprenants comprendront l'environnement interactif de l'interdépendance mondiale et les connexions mondiales qui façonnent le monde de tous les jours.

### Les idéaux et pratiques civiques
Les apprenants comprendront les droits et les responsabilités des citoyens et apprendront à mieux apprécier la citoyenneté active. En fin de compte, cela contribue à leur développement en tant que participants à part entière à la société. Parmi les valeurs que les cours d'éducation civique s'efforcent d'enseigner, citons la compréhension du droit à la vie privée, l'appréciation de la diversité dans la société américaine et la disposition à travailler dans le cadre de procédures démocratiques. L'un des outils pédagogiques utilisés dans le domaine de l'éducation civique est la simulation d'une audition au Congrès. Les enseignants et les chercheurs en sciences sociales distinguent différents niveaux d'engagement civique, de l'engagement minimal ou du non-engagement du citoyen légal au niveau le plus actif et le plus responsable du citoyen transformateur. Dans le cadre des études sociales, le domaine de l'éducation civique vise à éduquer et à développer les apprenants pour en faire des citoyens transformateurs qui non seulement participent à la démocratie, mais remettent en question le statu quo dans l'intérêt de la justice sociale.